# Metaphycus amata
Metaphycus amata är en stekelart som beskrevs av John S. Noyes 2004. Metaphycus amata ingår i släktet Metaphycus, och familjen sköldlussteklar.
Artens utbredningsområde är Costa Rica. Inga underarter finns listade.